# Fort Pitt (Pittsburgh)
Pour les articles homonymes, voir Fort Pitt et Pitt.
 (mai 2018).
Fort Pitt était un fort construit par les forces britanniques entre 1759 et 1761 pendant la guerre française et indienne au confluent des rivières Monongahela et Allegheny, où se forme la rivière Ohio dans l’ouest de la Pennsylvanie. Il se trouvait à proximité (mais pas directement) du site du Fort Duquesne, un fort colonial français construit en 1754 alors que les tensions augmentaient entre la Grande-Bretagne et la France en Europe et en Amérique du Nord. Les Français détruisirent le fort Duquesne en 1758 lorsqu’ils se retirèrent sous l’attaque britannique.
La protection coloniale de cette région en Virginie a finalement conduit au développement de Pittsburgh et du comté d’Allegheny, en Pennsylvanie, par des colons et des immigrants américano-britanniques.
.

## Guerre de la Conquête
Les Britanniques commencent la construction d'un fort nommé fort Prince George à la confluence des rivières Allegheny et Monongahela en 1754. Celui-ci n'est pas encore achevé qu'une force française, en surnombre, met en déroute les bâtisseurs et s'empare de la construction inachevée. Le fort Duquesne est terminé la même année, au début de la guerre de la Conquête (guerre de Sept Ans), et devient alors l'objet de toutes les convoitises de par son emplacement stratégique au confluent des rivières. L'expédition Braddock menée par le général Edward Braddock en 1755 afin de reprendre la place forte est un échec. La garnison française repousse aussi en septembre 1758 l'attaque d'un régiment britannique commandé par le major James Grant, lors de la bataille de Fort Duquesne. Le fort est finalement incendié et abandonné par les Français en novembre de la même année, à l'approche d'une importante expédition menée par le général John Forbes.
L'expédition britannique est un succès puisque le traité d'Easton de 1758 réduit les alliances françaises dans la région avec les tribus locales. Les chefs des 13 peuples d'indiens d'Amérique acceptent de négocier une paix avec le gouvernement colonial de Pennsylvanie et du New Jersey, et d'abandonner toute alliance avec les Français. En échange, ils demandent que le gouvernement britannique promette de respecter leur droit de chasser ainsi que leur territoire de la vallée de l'Ohio, s'interdise toute nouvelle colonie à l'ouest des montagnes Appalaches, et retire toutes ses troupes du territoire à la fin de la guerre. Les indiens veulent qu'un comptoir commercial s'installe à fort Duquesne, mais pas qu'une colonie ou qu'une garnison britannique y prenne place. Un nouveau fort avec cinq bastions, le plus imposant de la Pennsylvanie est cependant construit entre 1759 et 1761 à côté de l'emplacement de l'ancien fort Duquesne. Vu sa superficie et sa garnison, les tribus locales se rendent compte que les Anglais sont définitivement installés à cet endroit. Il est appelé fort Pitt en hommage à William Pitt, homme d'État britannique.

## Rébellion de Pontiac
À la fin de la guerre, et face à l'enracinement des colonies britanniques, les tribus Lénapes (ou Delaware) et Shawnee prennent part en 1763 à la rébellion de Pontiac, une révolte censée pousser les colons à quitter la région. Le siège de Fort Pitt par les indiens commence le 22 juin 1763, mais les assaillants se rendent rapidement compte que le fort est imprenable par la force. Le 1er août 1763, une grande partie des indiens lèvent le siège afin d'intercepter des renforts britanniques approchants, menés par le colonel Henri Bouquet. Lors de la bataille de Bushy Run qui s'ensuit, Bouquet arrive à repousser l'attaque indienne et à rallier le fort le 20 août.
Après la guerre de Pontiac, la Couronne britannique estime ne plus avoir besoin du fort Pitt. Elle le remet donc entre les mains des colons. À cette époque, la zone de Pittsburgh est réclamée par les colonies de Virginie et de Pennsylvanie, qui souhaitent étendre leur pouvoir sur la région. À la suite de leur prise de contrôle du fort, les Virginiens décident de renommer ce dernier fort Dunmore, en hommage au gouverneur de Virginie Lord Dunmore. Le fort sera un point stratégique pendant la guerre de Dunmore en 1774. Le 3 août 1797 une vente aux enchères de tous les biens présents dans le fort est organisée par l'United States Army qui a décidé de démilitariser le site.

## Guerre d'indépendance des États-Unis
Au cours de la guerre d'indépendance des États-Unis, le fort Pitt est utilisé par l'état-major du front ouest de la guerre.

## De nos jours

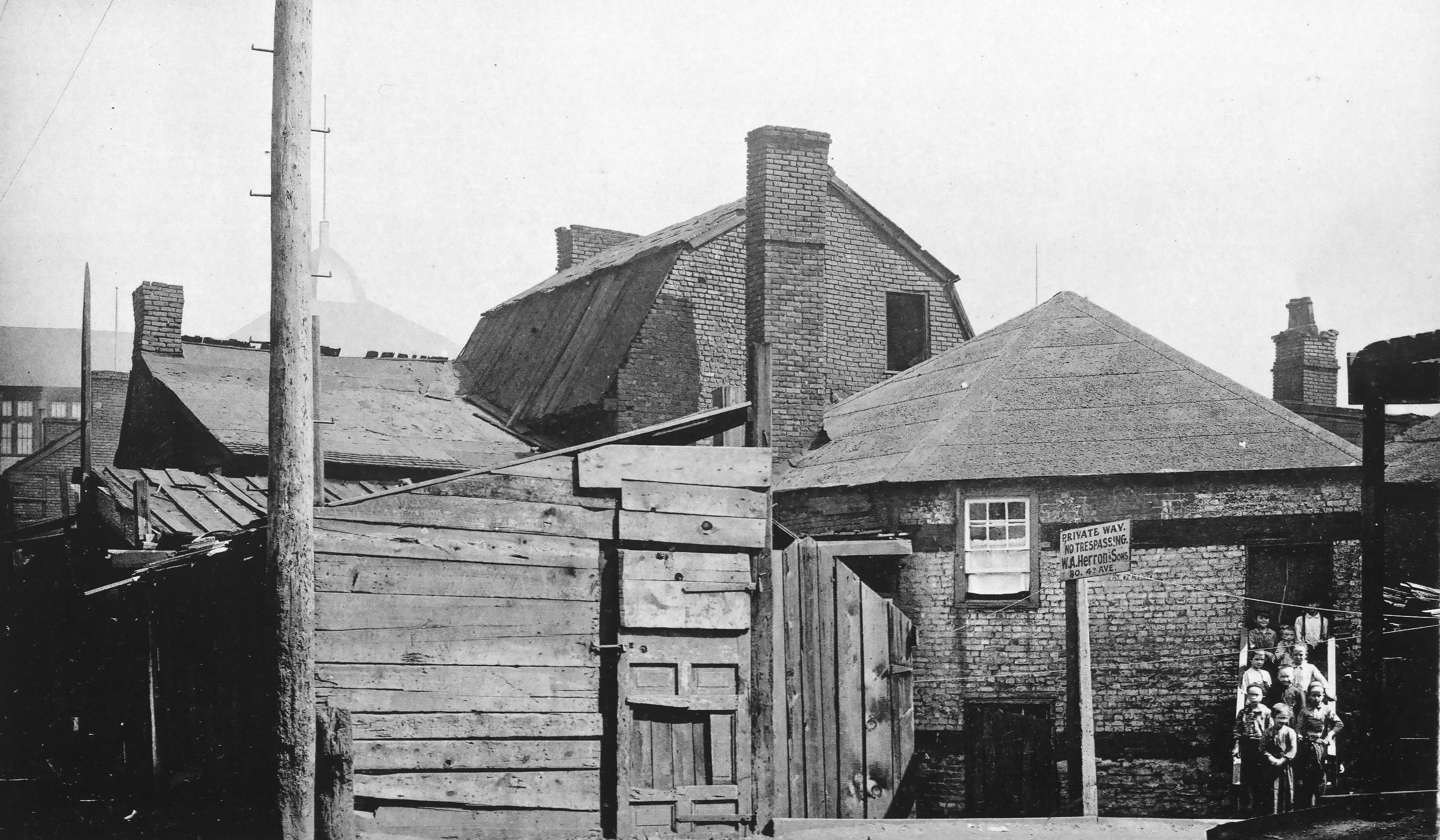
' (à droite) alors encore utilisé comme habitation.

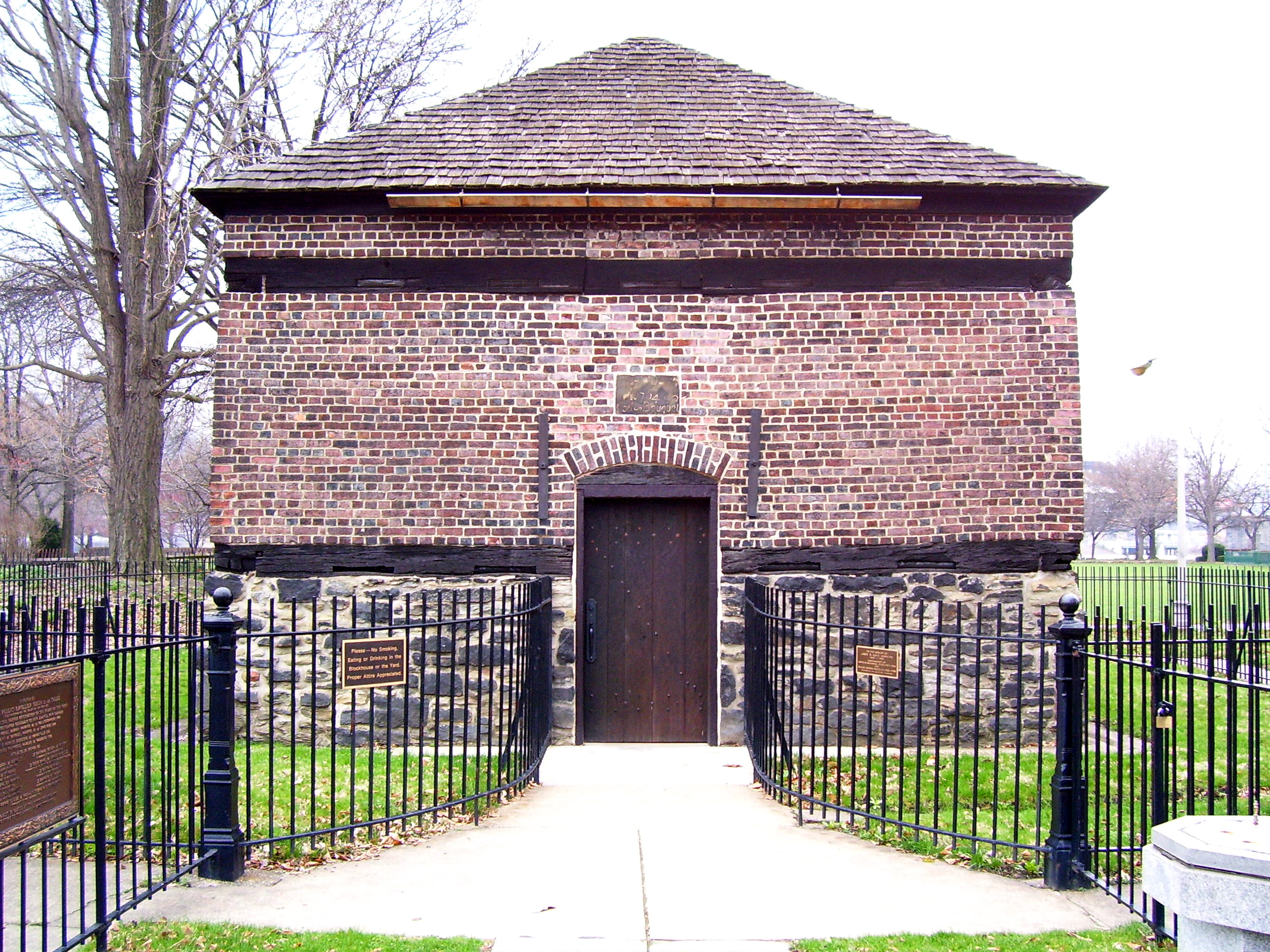
Le Blockhouse de nos jours.

Seule une redoute, petite construction en brique appelée Blockhouse (en) (le fortin), reste le dernier bâtiment du fort Pitt encore debout, au Point State Park (en) de Pittsburgh. Érigé en 1764, elle est célèbre pour être le plus ancien bâtiment toujours debout de la ville, et plus largement, de la vallée du Mississippi. Utilisé pendant de longues années comme résidence privée, elle est ensuite achetée et préservée pendant plusieurs années par la section locale de l'association du patrimoine, les Filles de la révolution américaine, qui finit par l'ouvrir au public.
La ville de Pittsburgh organisa une campagne de fouilles archéologiques des fondations du fort Pitt, ce qui nécessita des travaux d'excavation. Par la suite, une partie du fort sera reconstruite afin de permettre aux visiteurs de Point Park de se faire une idée plus précise de la taille originale du fort. Au sein de cette zone se trouve le Fort Pitt Museum (en), situé dans le bastion reconstruit de Monongahela. Des parties du fort excavées lors des fouilles ont été par la suite comblées.

## Culture populaire
- Les Conquérants d'un nouveau monde de Cecil B. DeMille, où Gary Cooper et Paulette Goddard sauvent fort Pitt d'un soulèvement indien au cours de la rébellion de Pontiac.
- Le Premier Rebelle avec John Wayne et Claire Trevor.